# Что есть истина?
«„Что есть истина?“ Христос и Пилат» — картина русского живописца Николая Николаевича Ге (1831—1894), написанная в 1890 году. Относится к поздним работам художника, является частью «Страстного цикла», созданного в 1880-х — 1890-х годах. В том же 1890 году картина приобретена П. М. Третьяковым, ныне находится в Третьяковской галерее (зал № 31).

## Сюжет картины
Картина написана на известный евангельский сюжет. Она изображает эпизод суда прокуратора Иудеи Понтия Пилата над Иисусом Христом, обвинявшемся в покушении на захват власти в Иудее. Название картины («Что есть истина?») представляет собой цитату из Евангелия от Иоанна (Ин. 18:38).

Тогда Пилат опять вошёл в преторию, и призвал Иисуса, и сказал Ему: Ты Царь Иудейский? […]
Иисус отвечал: Царство Моё не от мира сего; если бы от мира сего было Царство Моё, то служители Мои подвизались бы за Меня, чтобы Я не был предан Иудеям; но ныне Царство Моё не отсюда.
Пилат сказал Ему: итак Ты Царь? Иисус отвечал: ты говоришь, что Я Царь. Я на то родился и на то пришёл в мир, чтобы свидетельствовать о истине; всякий, кто от истины, слушает гласа Моего.

Пилат сказал Ему: что есть истина? И, сказав это, опять вышел к Иудеям и сказал им: я никакой вины не нахожу в Нём.— Евангелие от Иоанна. 18: 33, 36—38
Таким образом, картина Ге изображает момент, когда Пилат, перед тем как покинуть преторию (дворец прокуратора), задаёт Иисусу вопрос, оставшийся в тот момент без ответа, хотя последователям Христа этот ответ был уже известен: «Я есмь путь и истина и жизнь» (Ин. 14:6).
П. А. Флоренский так комментировал это место Библии:

Истина для еврея, действительно, есть «верное слово», «верность», «надёжное обещание» […] Истина есть непременное обетование Божие, обеспечением которого служит верность и неизменность Господа. Истина, следовательно, есть понятие не онтологическое, как у славян, и не гносеологическое, как у эллинов, и не юридическое, как у римлян, а историческое или, скорее, священно-историческое, теократическое. […] «Что есть истина?» вопрошал Пилат у Истины. Он не получил ответа, — потому не получил, что вопрос его был всуе. Живой Ответ стоял пред ним, но Пилат не видел в Истине её истинности. Предположим, что Господь не только своим вопившим молчанием, но и тихими словами ответил бы римскому Прокуратору: «Я есть Истина». Но и тогда, опять-таки, вопрошавший остался бы без ответа, потому что не умел признать Истину за истину…— Флоренский П. А. Столп и утверждение Истины.  Т. 1. — М., 1990. — С. 22—23.

## Художественные особенности
Изображение на картине Н. Н. Ге очень серьёзно расходится со сложившейся ко времени её создания культурной традицией, как церковной, так и живописной. Основное расхождение — световое решение картины. Иисус стоит в глухой тени. Мощную же фигуру Понтия Пилата заливает солнечный свет. Такое решение нарушает традиционные принципы, когда свет отождествляется с добром, а мрак — со злом.
Другим новшеством, вызвавшем неприятие картины, стал образ Христа. Он шёл вразрез с давней традицией интерпретации Иисуса как человека прекрасного, совершенного внешне и внутренне. Иконографические каноны изображения Христа к тому времени соблюдались уже далеко не всегда, достаточно вспомнить картину И. Н. Крамского «Христос в пустыне» (1872), но Ге пошёл гораздо дальше. Иисус изображён измученным, низкорослым, тщедушным. Его лицо лишено значительности. Такой образ Христа вызвал не только недовольство Синода, но и неприятие со стороны многих художников.

## История картины
Холст, на котором Н. Н. Ге написал картину, не был новым. «Что есть истина?» написана поверх другой картины художника — «Милосердие» («Не Христос ли это?»), созданной в 1879 году и экспонировавшейся на 8-й выставке Товарищества передвижных художественных выставок (1880). Реакция публики и критики на «Милосердие» была в целом отрицательной и Ге решил повторно использовать холст, записав прежнее изображение новым красочным слоем. От «Милосердия» осталась только фотография, сделанная на выставке и опубликованная сыном художника в каталоге 1903 года. Наличие предыдущего изображения на холсте было подтверждено во время рентгенографии полотна в 2011 году во время подготовки юбилейной выставки Н. Н. Ге в Третьяковской галерее. Кроме того, на полотне были обнаружены следы ещё какого-то изображения, возможно, одного из ранних вариантов «Распятия». Контуры прежнего изображения проступают на ныне существующей картине: правее и выше головы Пилата на полотне явно видны очертания записанного лица. Ныне существующая фигура Христа «переделана» из фигуры девушки в светлом платье с картины «Милосердие».
Картина была впервые представлена публике на выставке Товарищества передвижников в 1890 году. Картина вызвала неоднозначную реакцию общественности и по распоряжению Святейшего правительствующего синода была снята с экспозиции.
Интересна история покупки картины Павлом Михайловичем Третьяковым. Она ему очень не понравилась, и он не хотел её приобретать. Лев Толстой написал Третьякову резкое письмо: «…Выйдет поразительная вещь: вы посвятили жизнь на собирание предметов искусства, живописи и собрали подряд все для того, чтобы не пропустить в тысяче ничтожных полотен то, во имя которого стоило собирать все остальные. Вы собрали кучу навоза для того, чтобы не упустить жемчужину. И когда прямо среди навоза лежит очевидная жемчужина, вы забираете всё, только не её. Для меня это просто непостижимо, простите меня, если оскорбил вас, и постарайтесь поправить свою ошибку, если вы видите её, чтобы не погубить всё своё многолетнее дело». Уважая мнение Толстого, Третьяков всё-таки купил произведение Ге. Но картина не сразу попала в галерею. В течение 1890—1891 годов она выставлялась в Европе и Америке, но успеха там не имела и была встречена равнодушно.

## Галерея

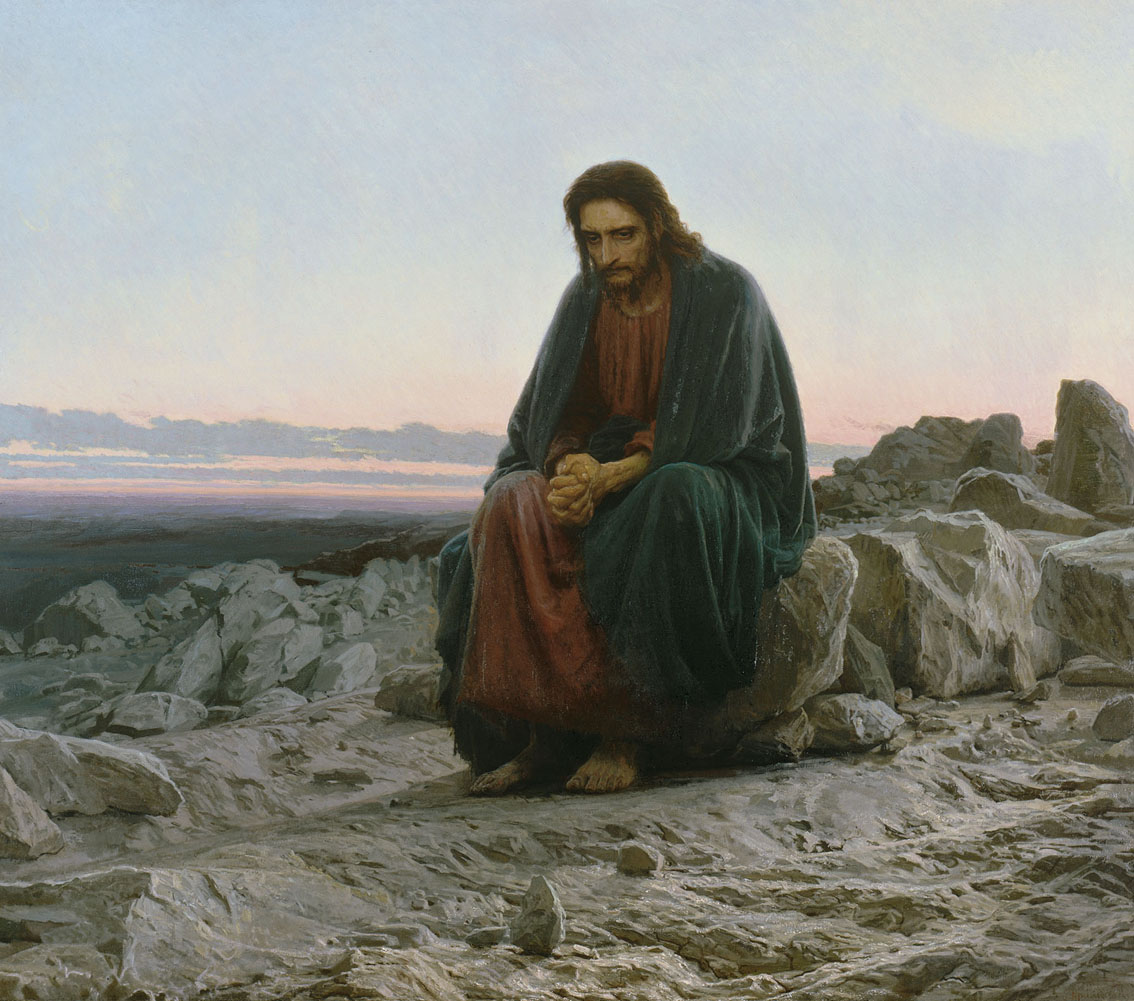
«Христос в пустыне», Крамской, 1872
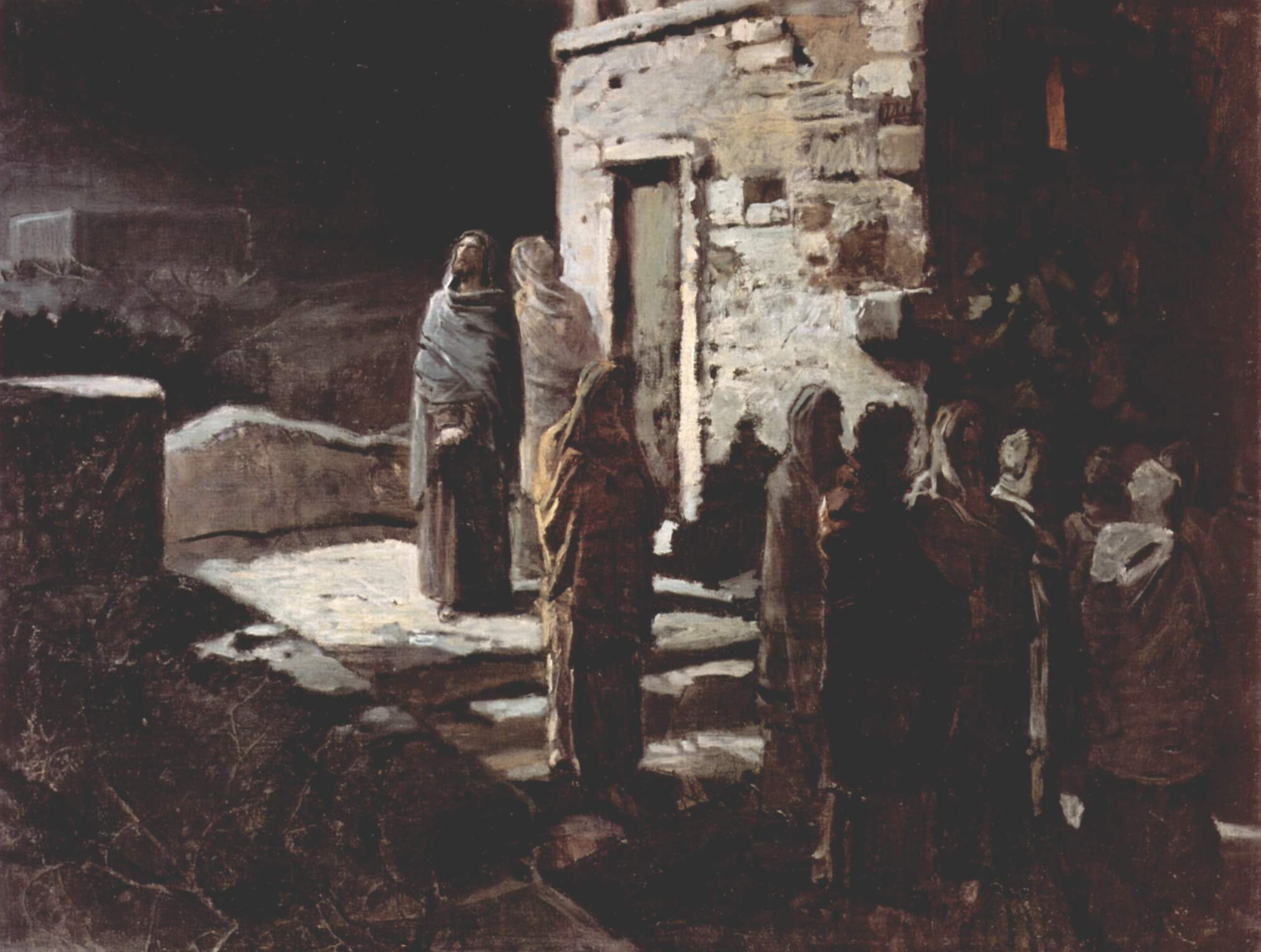
«Выход Христа с учениками с Тайной вечери в Гефсиманский сад», Ге, 1888
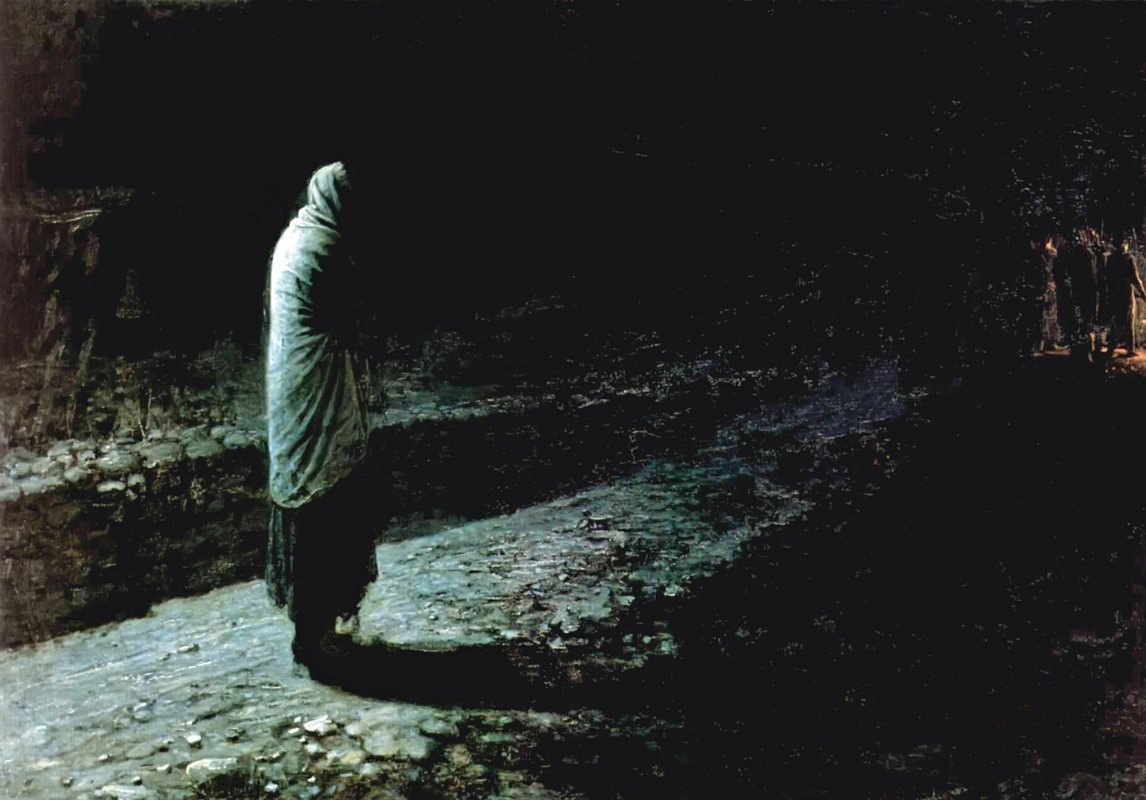
«Совесть, Иуда», Ге, 1891
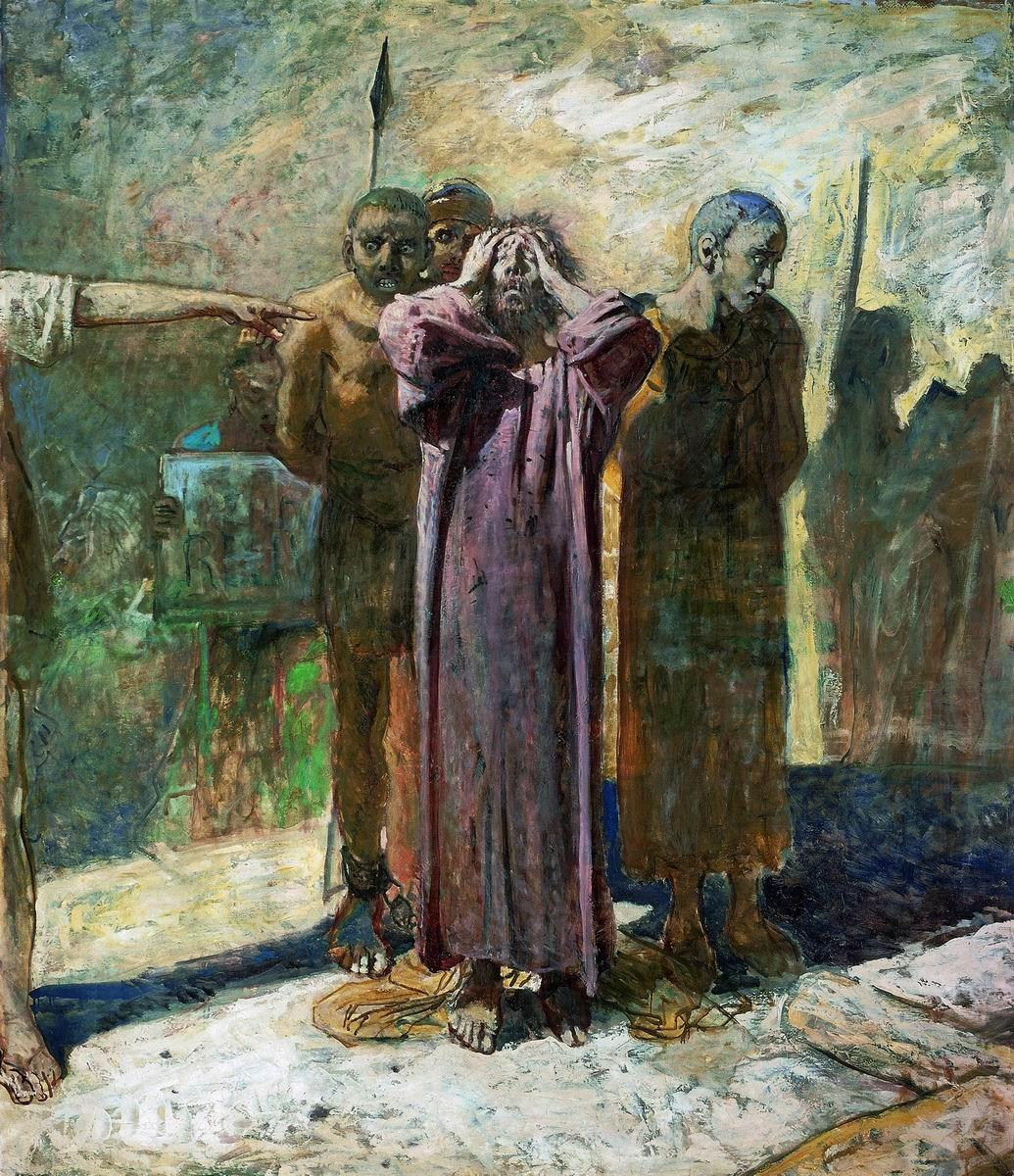
«Голгофа», Ге, 1893
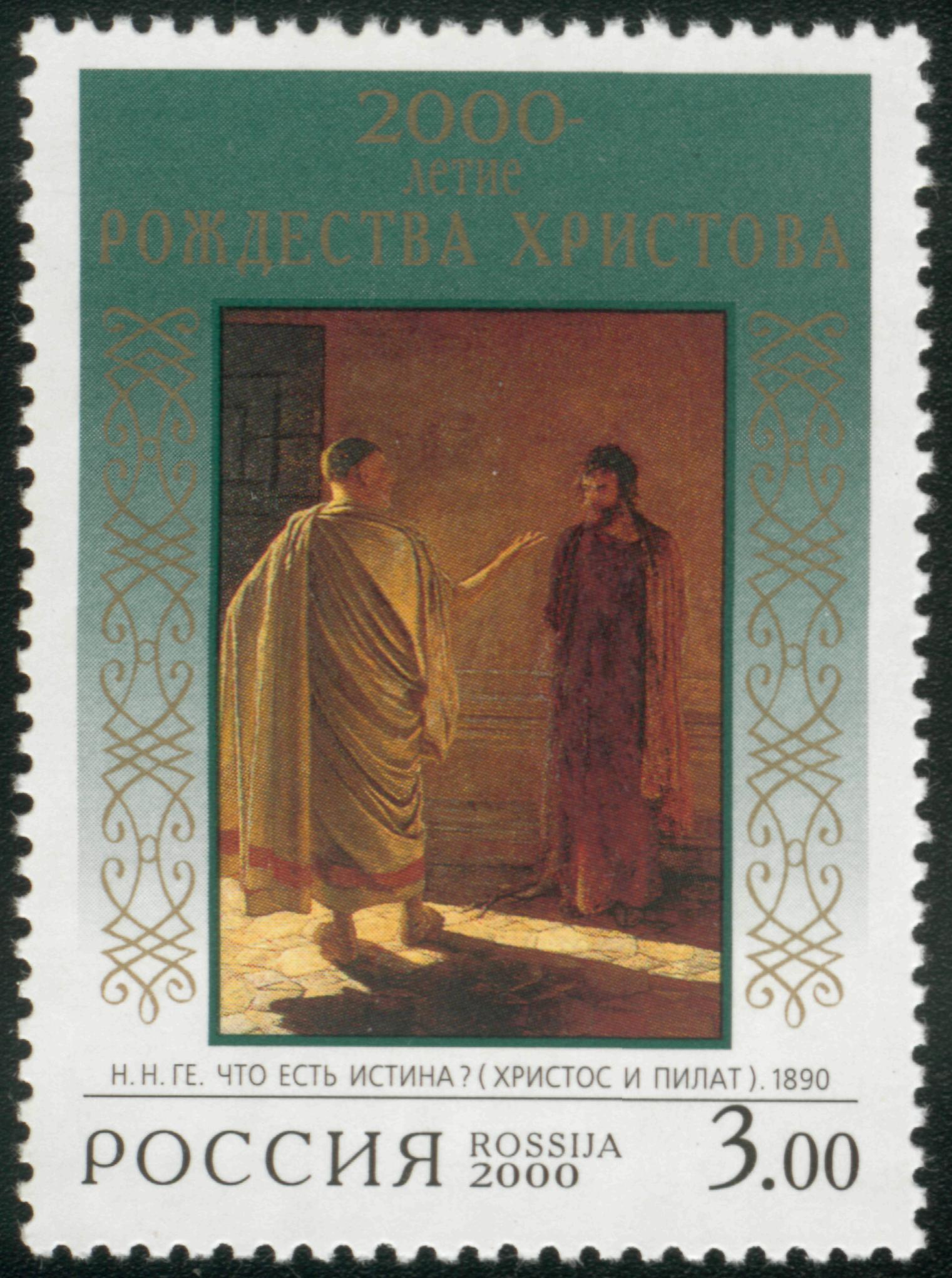
Картина на почтовой марке России, 2000 год